# Jānis Kurelis
Jānis Kurelis (ur. 6 maja 1882 w Bērņi koło Ērģeme, zm. 5 grudnia 1954 w Chicago) – łotewski generał, dowódca grupy Kurelisa w 1944.

## Życiorys
Po ukończeniu Siergiejewskiej szkoły realnej w Pskowie w 1899 wstąpił na ochotnika do 183 Pułtuskiego pułku piechoty w Warszawie. Pu ukończeniu Odeskiej Szkoły Junkrów w 1901 służył w 22 Niżnienowogrodzkim pułku piechoty. Uczestniczył w wojnie rosyjsko-japońskiej w szeregach 12 Wschodniosyberyjskiego pułku piechoty. W 1906 powrócił w stoczniu porucznika do stacjonującego w Polsce 22 Niżnienowogrodzkiego pułku piechoty. Po raz trzeci stał się jego oficerem w 1912, po dwóch latach służby w rosyjskim Sztabie Generalnym. W 1913 został w stopniu podpułkownika funkcjonariuszem centralnej wojskowej służby kwaterunkowej. W czasie I wojny światowej Kurelis walczył jako dowódca batalionu 22 Niżnienowogrodzkiego pułku piechoty na froncie rumuńskim i 5 Zemgalskiego Łotewskiego Pułku Piechoty na Łotwie. W styczniu 1918 opuścił wojsko rosyjskie w stopniu pułkownika. 
W listopadzie 1918 otrzymał od Łotewskiej Rady Narodowej Syberii i Uralu nominację na dowódcę Łotewskiego Pułku Piechoty (od grudnia pod nazwą Pułk Imantski). Od kwietnia 1919 kierował Oddziałem Wojskowym Łotewskiej Rady Narodowej Syberii i Uralu oraz dowodził łotewską armią na Syberii. 9 sierpnia 1919 został ministrem spraw wojskowych w łotewskim rządzie tymczasowym na Syberii i Dalekim Wschodzie. We wrześniu tego roku wraz z Imantskim pułkiem wyruszył drogą morską na Łotwą, gdzie objął szefostwo Oddziału Organizacyjnego Sztabu Generalnego. Po zakończeniu wojny z bolszewikami w 1920 wszedł w skład stałej rady Ministerstwa Obrony. W październiku 1921 objął stanowisko zastępcy szefa Departamentu Technicznego ministerstwa. Od lutego 1922 do przejścia na emeryturę w maju 1940 był dowódcą Dywizji Technicznej. W czerwcu 1925 otrzymał awans generalski. 
W latach 1942–1943 kierował zakładem pracy chronionej dla inwalidów wojennych. W 1943 wstąpił do 5 Ryskiego pułku Aizsargi. W lipcu 1944 za zgodą niemieckiego komendanta Rygi sformował z członków Aizsargi jednostkę zbrojną w sile batalionu zwaną grupą Kurelisa. Miała ona bronić Łotwy przed Sowietami i zwalczać sowiecką partyzantkę na tyłach wroga. We wrześniu grupa stacjonowała w okolicach Kurzeme. Jej dowódcy utrzymywali kontakt z Łotewską Radą Centralną i szwedzkim wywiadem. W listopadzie 1944 SS i SD rozbroiły i aresztowały większość żołnierzy grupy w okolicach Puze. Jeden z batalionów stawiał opór Niemcom do grudnia. Kurelis został aresztowany 14 listopada i przewieziony do Talsi, następnie zaś do Gdańska, gdzie był przesłuchiwany w kwaterze dowódcy Legionu Łotewskiego SS. W 1951 przeniósł się wraz z rodziną z Niemiec do USA. Zmarł w Chicago na raka.

## Odznaczenia
- Order Pogromcy Niedźwiedzia III klasy (Łotwa)
- Order Trzech Gwiazd II i III klasy (Łotwa)
- Order Westharda I klasy (Łotwa)
- Krzyż Zasługi Obrońców (Łotwa)
- Krzyż Wojenny Czechosłowacki (Czechosłowacja)
- Order św. Jerzego IV klasy (Imperium Rosyjskie)
- Order św. Włodzimierza IV klasy (Imperium Rosyjskie)
- Order św. Anny II klasy (Imperium Rosyjskie)
- Order św. Stanisława II klasy (Imperium Rosyjskie)